# Aleksander Myszczyński
Aleksander Myszczyński (zm. 1540) – biskup margaryteński 1514, biskup pomocniczy włocławski 1514-1540

## Życiorys
Urodzony zapewne w 2 połowie lat 60. XV wieku. Pochodził z rodziny rycerskiej, herbu Pierzchała lub Roch. Wywodził się z Mazowsza, pisząc się ze wsi Myszczyn koło Błonia.
Od 1484 studiował na Akademii Krakowskiej, na wydziale Sztuk Wyzwolonych uzyskał w 1486 bakalaureat, w 1489 tytuł magistra. Następnie rozpoczął studia w zakresie prawa i teologii, a na Wydziale Sztuk Wyzwolonych podjął wykłady i ćwiczenia, głównie z Arystotelesa. Prowadził je w zastępstwie m.in. Pawła z Zalesia i Mikołaja z Latowca od semestru letniego 1489 do zimowego 1490. Przed rokiem 1495 uzyskał tytuł magistra teologii i doktora dekretów.
W 1492 został dziekanem kapituły kolegiackiej w Pułtusku, zachowując tę godność do końca życia.
Kilka lat później został kanclerzem biskupa płockiego Wincentego Przerębskiego. W 1503 wraz z biskupem przeniósł się do Włocławka. 16 VII 1509 został prowizorycznie (ze względu na spór o kanonię) kanonikiem kapituły włocławskiej. Formalnie ją uzyskał 1 III 1515.
Biskup Przerębski wysunął go na biskupa pomocniczego diecezji włocławskiej, ale nie zdążył przeprowadzić całego procesu w Rzymie, gdyż zmarł. Myszczyński przeniósł się do Pułtuska, gdzie na krótko objął zastępstwo pod nieobecność archidiakona i oficjała pułtuskiego Mikołaja Brolińskiego.
20 II 1514 Aleksander Myszczyński uzyskał papieską prowizję na tytularne biskupstwo margaryteńskie z zachowaniem kanonii we Włocławku i Pułtusku. Od tej chwili w następnych latach był wielokrotnie tytułowany kanonikiem włocławskim i dziekanem kapituły pułtuskim.
31 V 1525 brał udział w synodzie dziecezjalnym we Włocławku. 1528 w Krakowie współkonsekrował Jana Karnkowskiego na biskupa przemyskiego oraz nowego krakowskiego biskupa pomocniczego Piotra Małachowskiego. 24 II 1533 w Pułtusku współkonsekrował Mikołaja Brolińskiego na biskupa pomocniczego dla Płocka.

Przyczynił się do odbudowy katedry płockiej strawionej 20 III 1530 przez pożar, ufundował nowe ministeria ołtarzowe i mansjonarii w kolegiacie pułtuskiej (1531). Był fundatorem kolegiów mansionarzy w Warszawie i Ciechanowie.

Z racji posiadanego kanonikatu włocławskiego, do które od 1500 przypisana była funkcja kaznodziei katedralnego. Myszczyński w każdą niedzielę głosił w katedrze kazania, okresowo wspomagany przez innych duchownych. W 1537 ze względu na swój podeszły wieku przyjął koadiutora na tę kanonię w osobie Jana Ostrowickiego, tenże zrezygnował z funkcji w 1540.
Aleksander Myszczyński zmarł z początkiem maja 1540, został pochowany w katedrze włocławskiej. Jeszcze za życia wykonał dla siebie tablicę nagrobną, dziś zaginioną. W 1542 jego brat Maciej Myszczyński przekazał kapitule włocławskiej po zmarły 22 księgi o tematyce teologicznej i prawnej, prawdopodobnie należące do biblioteki kapitulnej.